# (72876) Vauriot
(72876) Vauriot est un astéroïde de la ceinture principale.

## Description
(72876) Vauriot est un astéroïde de la ceinture principale. Il fut découvert en Lozère en région Languedoc-Roussillon le 20 mai 2001 à l'observatoire des Pises. Il présente une orbite caractérisée par un demi-grand axe de 2,539 UA, une excentricité de 0,202 et une inclinaison de 10,1° par rapport à l'écliptique.
Il fut nommé en hommage à Pierre Vauriot (1926-1984), professeur de mathématiques et observateur d'étoiles variables, qui popularisa l'astronomie dans la région Languedoc-Roussillon.

## Compléments